# Pardosa vagula
Pardosa vagula là một loài nhện trong họ Lycosidae.
Loài này thuộc chi Pardosa. Pardosa vagula được Tord Tamerlan Teodor Thorell miêu tả năm 1890.